# Arctoa hyperborea
Arctoa hyperborea là một loài Rêu trong họ Dicranaceae. Loài này được (Gunnerus ex With.) Bruch & Schimp. mô tả khoa học đầu tiên năm 1846.